# Mano de justicia

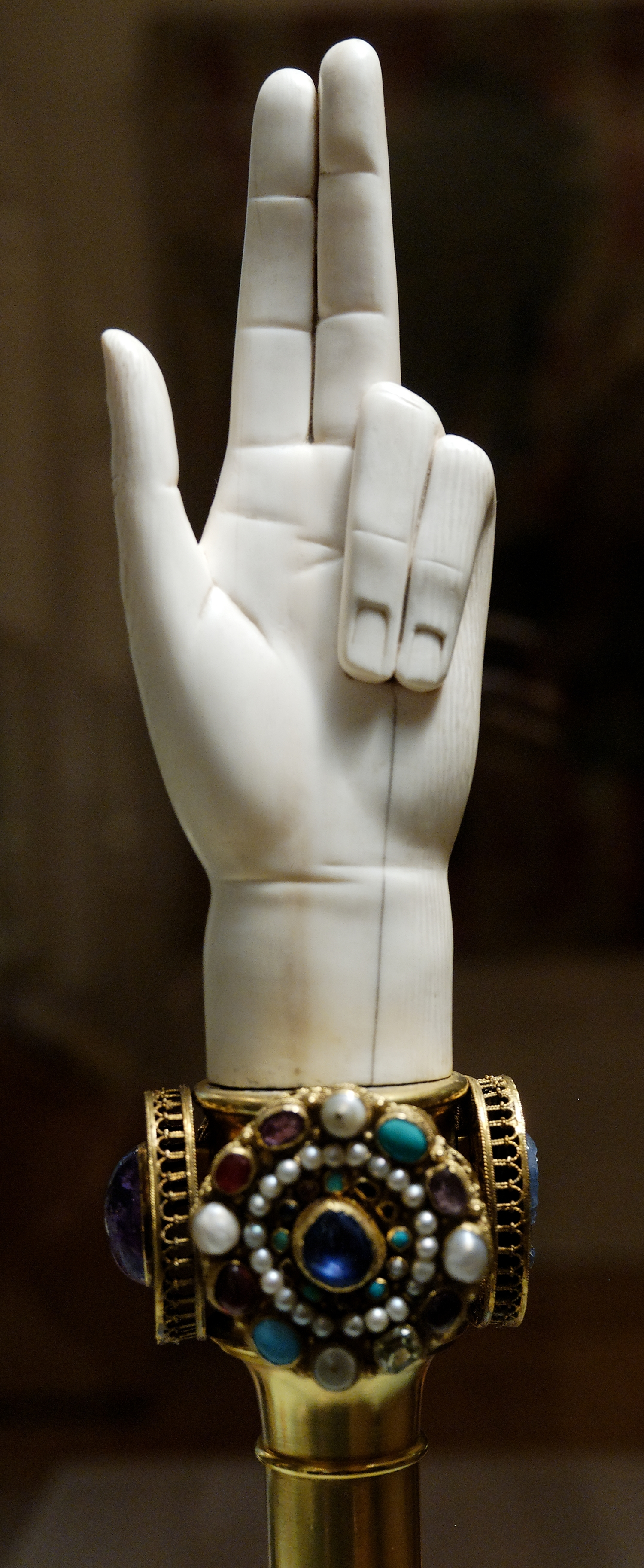
Mano de justicia usada en la coronación de Napoleón I

La mano de justicia es una especie de cetro que llevaban algunos reyes en la mano izquierda cuando eran revestidos de los ornamentos reales o asistían a alguna función solemne. Se trataba de un bastón de unos dos pies de largo que se remataba en una mano de marfil.
Los franceses suponen que este ornamento o atributo ha sido particularmente usado por sus reyes. Aubin Louis Millin cree que los reyes de la primera y segunda dinastía no usaron la mano de justicia. Ésta se ve por primera vez en el sello de Hugo Capeto y después de este príncipe no se vuelve hallar hasta Luis X de Francia, llamado el Hutin.
Luis X y sus sucesores hasta Carlos VI la llevaron en la mano izquierda y el cetro real en la derecha, y se cree comúnmente que Carlos VI fue el primer rey que introdujo el uso de llevar el cetro con la mano de justicia.
La mano de justicia no se ve nunca en los sellos de los emperadores de Alemania.